# Lana Clelland
Lana Clelland (Perth, Escocia; 26 de enero de 1993) es una futbolista escocesa. Juega como delantera en el Sassuolo de la Serie A de Italia.

## Clubes
| Club                   | País    | Año             |
| ---------------------- | ------- | --------------- |
| Rangers W.F.C.         | Escocia | 2008 - 2011     |
| Spartans W.F.C.        | Escocia | 2011 - 2014     |
| A.S.D. Pink Sport Time | Italia  | 2014 - 2015     |
| UPC Tavagnacco         | Italia  | 2015 - 2018     |
| ACF Fiorentina         | Italia  | 2018 - 2021     |
| Sassuolo               | Italia  | 2021 - presente |